# Slava Zupančič
Slava Zupančič, slovenska alpska smučarka, * 5. julij 1931, Kranj, † 2. april 2000, Ljubljana.
Slava Zupančič je za Jugoslavijo kot prva alpska smučarka nastopila na Zimskih olimpijskih igrah 1956 v Cortini d'Ampezzo, kjer je nastopila v smuku, veleslalomu in slalomu. V smuku je osvojila 28. mesto, v veleslalomu in slalomu pa 32. Bila je 22-kratna državna prvakinja, sedemkratna v slalomu in veleslalomu, trikratna  v smuku ter petkratna v alpski kombinaciji. Po poklicu je bila mizarka. Bila je podjetnica na Primskovem pri Kranju.